# Hiliuso (Lolomatua)
Hiliuso is een bestuurslaag in het regentschap Nias Selatan van de provincie Noord-Sumatra, Indonesië. Hiliuso telt 408 inwoners (volkstelling 2010).